# Soledad Silveyra
Lía Soledad Silveyra Urien, mais conhecida como Soledad Silveyra (Buenos Aires, 13 de fevereiro de 1952), é uma atriz e apresentadora de televisão argentina. Tem uma trajetória de mais de cinquenta anos no cinema, teatro e televisão.

## Filmografia

### Como apresentadora
- Utilísima (1998)
- Gran Hermano 1 (2001)
- Gran Hermano 2 (2001)
- Gran Hermano 3 (2002-2003)
- Un tiempo después (2008-2009)

### Como atriz
- El amor tiene cara de mujer (1964)
- Su comedia favorita (1965)
- Martín Fierro (1967)
- Una vida para amarte (1970)
- Así en la villa como en el cielo (1971)
- Rolando Rivas, taxista (1972-1973)
- Pobre diabla (1973)
- Mi hombre sin noche (1974-1975)
- Tu rebelde ternura (1975-1976)
- Sol tardío (Chile, 1976)
- Chau, amor mío (1979)
- Laura mía (1981)
- Cenicienta (1982)
- Polémica en el bar (1982)
- No toca botón (1983)
- Situación límite (1984)
- Entre el cielo y la tierra (1985)
- ¿Quién es Iván Aguirre? (1986)
- Tardes de sol (1994)
- La hermana mayor (1995)
- La cacería del zorro (1996)
- Socios y más (1997)
- La ley del amor (2006-2007)
- Vidas robadas (2008)
- Teatro en Chilevisión (2008)
- Secretos de amor (2010)
- Volver al ruedo (2011)
- Condicionados (2012)
- Amores de historia (2012)
- Mis amigos de siempre (2013-2014)